# 新山理沙
新山 理沙（にいやま りさ、1981年2月18日 - ）とは日本のAV女優。
作品によって、新山理紗、新山梨沙、新山リサと表記に揺らぎがある。

## 作品

### アダルトビデオ
- 「フェッチ＆脚線美」（アド）
- 「素人アイドルコレクション i-club」（h.m.p）
- 「本生吟嬢 四 愛液培煎」（Tコンテンツ）
- 「女子校生 集団ブルマレイプ」（笠倉出版社）
- 「テコキでこーきこき 総集編 1」（オフィスケイズ）
- 「ディープなコスハメ」（2001年8月21日、アイルビークリエイト）他出演:広末奈緒、室井香菜
- 「みるきぃガ～ルズ」（みるきぃぷりん♪）
- 「人アイドルコレクション i-club」
- 「i-Club DVD Remix」（2002年4月21日、ビデオバンク）
- 「みるきぃぷりん ぜんぶ。 DVDありったけ107タイトル全部入り!!」（2002年12月28日、みるきぃぷりん♪）オムニバス作品
- 「グローリークエスト5周年記念 BEST COLLECTION Vol.1」（2003年6月6日、グローリークエスト）
- 「あなたが選んだみるきぃHiスクール！Best10作品を1本にまとめたオイシイ2時間SP ＃3」（2003年9月1日、みるきぃぷりん♪）オムニバス作品
- 「あなたが選んだみるきぃガ～ルズ！Best10作品を1本にまとめたとってもオイシイ2時間SP」（2003年10月6日、みるきぃぷりん♪）
- 「美少女。制服。シャワー。+おしっこ。」（2004年1月5日、みるきぃぷりん♪）
- 「美少女制服図鑑 8組 みるきぃHiスクール」（2004年2月8日、みるきぃぷりん♪）
- 「グリーンファンタジー」
- 「Gals Be･･･ 」
- 「女子校生レイプ 強制顔射 13」（2004年10月29日、U&K）
- 「エッチないとこスペシャル」（2005年9月25日、サイドビー）他出演:安西千里、藤原みなみ、沢口るな
- 「テコキでこーきこき 総集編」
- 「生吟嬢」
- 「フェラチオのシンフォニー」
- 「初脱ぎギャルズ」（CMR）他出演：伊藤留美
- 「露出デート」
- 「NEWポシェット」（アド）
- 「かぎりなく透明に近いブルセラ」（スケルトン）
- 「超アナルラブ10」（ワイルド・サイド）
- 「ハッピィ！ラヴリィ！セクスィー！」（ゴールドアイズ）

他多数出演

### 写真集
- 「SEVENTEEN」（裏本）